# Izraelské osady na Golanských výšinách

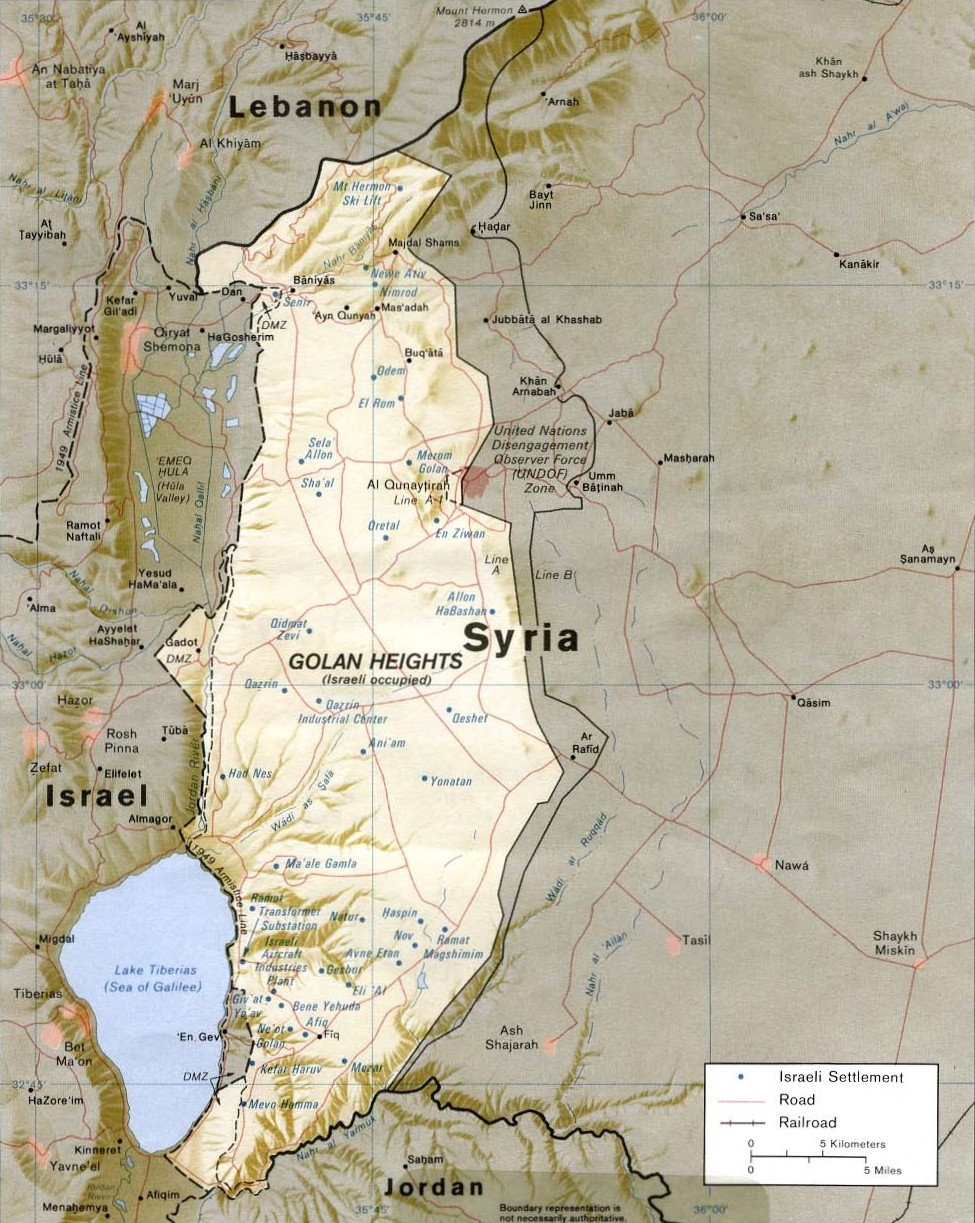
Mapa Golanských výšin znázorňující izraelské osady, 1989

Izraelské osady na Golanských výšinách (hebrejsky: התיישבות בגולן, Hitjašvut be-Golan, anglicky: Israeli settlements in the Golan Heights) jsou sídla zbudovaná Izraelem na Golanských výšinách poté, co tuto oblast obsadila v roce 1967 izraelská armáda během Šestidenní války.

## Dějiny

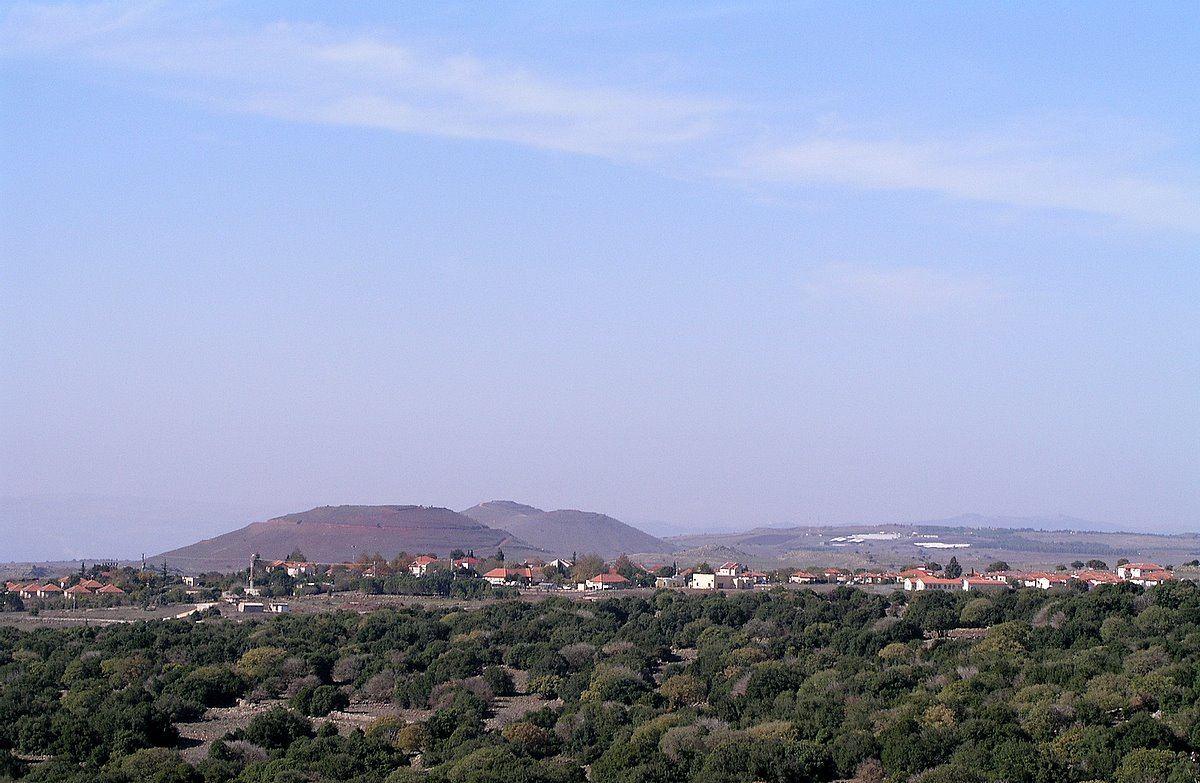
Celkový pohled na vesnici Alonej ha-Bašan

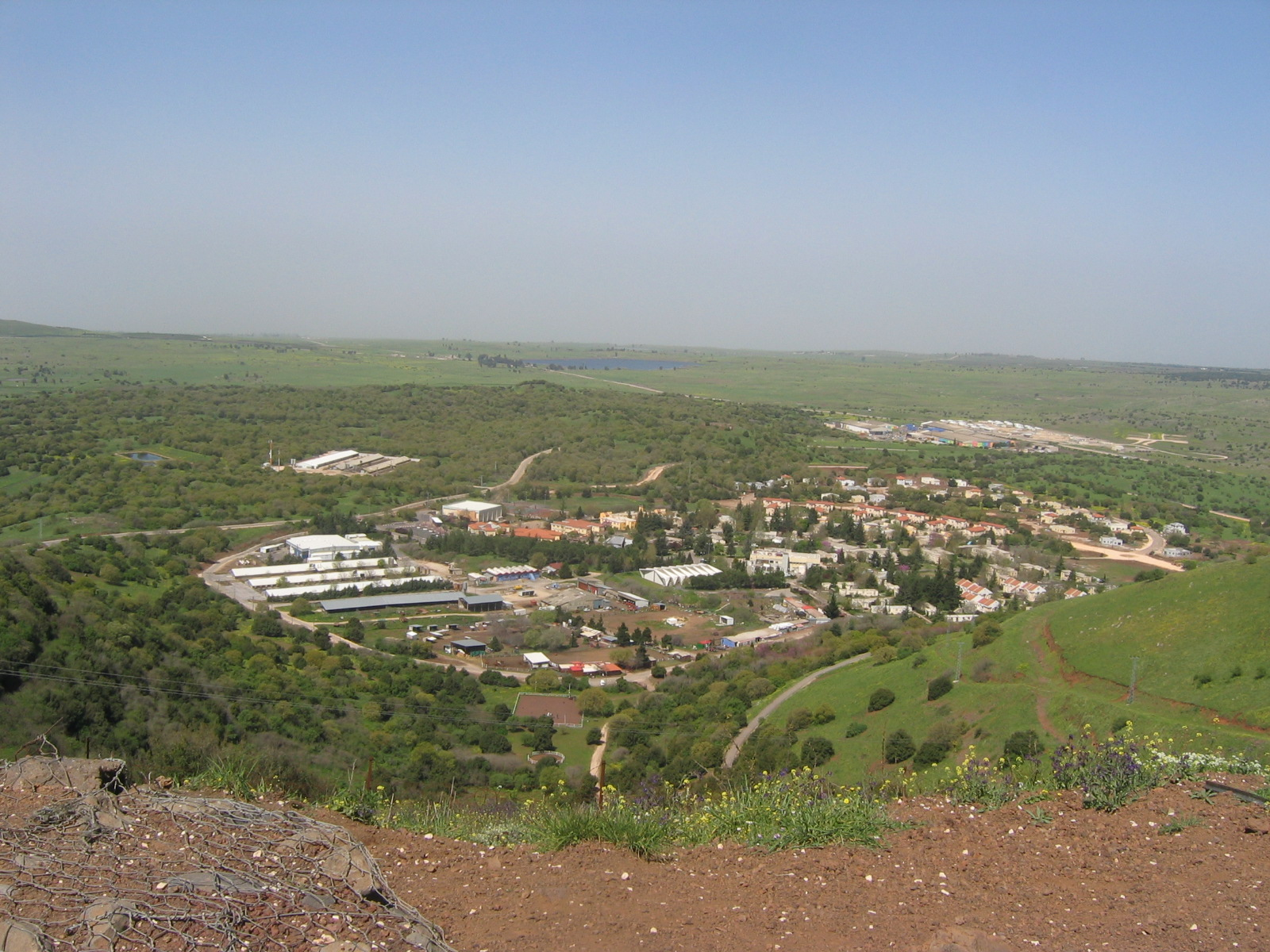
Celkový pohled na vesnici Merom Golan

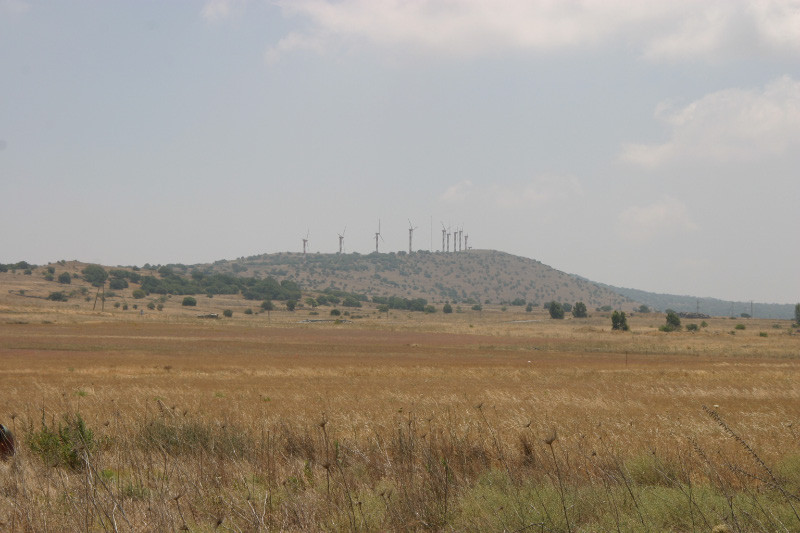
Zemědělsky využívaná krajina na východním okraji Golanských výšin

První izraelskou osadou založenou na Golanských výšinách po Šestidenní válce byla Merom Golan (tehdy nazývaná Kibuc Golan) v červenci 1967. Následovalo trvalé zakládání dalších zemědělských osad. V roce 1977 zde vzniklo město Kacrin – jediné městské sídlo na Golanech. Zakládání nových sídel pokračovalo i v 90. letech 20. století. Jako poslední byla zatím zřízena osada Nimrod, která se z polovojenského opěrného bodu Nachal proměnila na civilní sídlo v roce 1999. V roce 1979 byla založena Oblastní rada Golan, která sdružuje všechny zdejší osady s výjimkou města Kacrin a s výjimkou osady Snir, která sice leží v bývalé demilitarizované zóně mezi Izraelem a Sýrií, ale je součástí Oblastní rady ha-Galil ha-Eljon. V roce 1981 Izrael anektoval Golany na základě Zákona o Golanských výšinách a považuje je za integrální součást svého území. V rámci případné mírové smlouvy mezi Izraelem a Sýrií ale nevylučuje předání Golanských výšin pod syrskou suverenitu.

## Geografický přehled a dělení
Celkem zde vzniklo 34 osad. Z nich 33 (kromě Nimrod) je uznáváno jako samostatné obce. Kacrin má status místní rady, tedy menšího města. Ostatní jsou sídla vesnického typu. Podle ekonomické struktury se dělí na mošavy a kibucy s kolektivním hospodařením a společné osady bez kolektivní ekonomické spolupráce. Některé kibucy a mošavy se procesem privatizace mění na sídla typu "společná osada". Vesnice Kidmat Cvi je oficiálně vedena jako mošava, tedy individuální zemědělská osada. Osady na Golanských výšinách se geograficky dělí na tři, popřípadě na čtyři skupiny:.
- jižní Golany (דרום) – hustá síť osídlení východně od Galilejského jezera (vesnice Afik, Avnej Ejtan, Bnej Jehuda, Eli-Ad, Gešur, Giv'at Jo'av, Chispin, Kanaf, Kfar Charuv, Ma'ale Gamla, Mejcar,Mevo Chama, Ne'ot Golan, Natur, Nov, Ramat Magšimim a Ramot)
- střední Golany (מרכז) – řídké osídlení v centrální části náhorní planiny Golanských výšin (město Kacrin a vesnice Ani'am, Alonej ha-Bašan, Chad Nes, Jonatan, Kešet a Kidmat Cvi)
- severní Golany (צפון) – osídlení v severní hornaté části Golanských výšin na úbočí hory Hermon (vesnice Ejn Zivan, El Rom, Kela Alon, Merom Golan, Neve Ativ, Nimrod, Odem, Ortal a Ša'al)
- úpatí Golan (מעלות הגולן, Ma'alot ha-Golan) zahrnuje ta sídla v jižní, střední i severní části Golanských výšin, která se nacházejí na jejich svazích, na přechodu k údolí řeky Jordán (vesnice Chad Nes, Ma'ale Gamla, Kanaf a Ramot). Do této oblasti lze zařadit i osadu Snir, která leží na pomezí severních Golan a údolí Jordánu, ale formálně není v Izraeli považována za součást Golanských výšin, nýbrž Horní Galileji.

Osady na Golanských se dělí také podle náboženské orientace svých obyvatel:
- sekulární osady (Afik, Ani'am, Bnej Jehuda, Ejn Zivan, El Rom, Eli-Ad, Gešur, Giv'at Jo'av, Chad Nes, Kanaf, Kela Alon, Kfar Charuv, Kidmat Cvi, Ma'ale Gamla, Mejcar, Merom Golan,Mevo Chama, Ne'ot Golan, Neve Ativ, Nimrod, Odem, Ortal, Ramot, Snir a Ša'al)
- smíšené osady ( Kacrin a Natur)
- nábožensky orientované osady (Alonej ha-Bašan, Avnej Ejtan, Chispin, Jonatan, Kešet, Nov a Ramat Magšimim)

## Demografie
K 31. prosinci 2011 žilo v izraelských osadách na Golanských výšinách (včetně osady Snir) 20 347 obyvatel. Během roku 2011 vzrostla jejich populace o 2,8 %. Zdejší osady zaznamenávají trvalý demografický nárůst, který je ale mírnější ve srovnání s osadami na Západním břehu Jordánu (1990-2011 +92 % na Golanských výšinách versus +318 % na Západním břehu).
| Rok            | 1972 | 1983  | 1985  | 1989   | 1990   | 1991   | 1992   | 1993   | 1995   | 1996   | 1997   | 1998   | 1999   | 2000   |
| -------------- | ---- | ----- | ----- | ------ | ------ | ------ | ------ | ------ | ------ | ------ | ------ | ------ | ------ | ------ |
| Počet obyvatel | 77   | 6 800 | 8 700 | 10 000 | 10 600 | 11 600 | 12 000 | 12 600 | 13 400 | 13 800 | 14 300 | 14 900 | 15 313 | 15 955 |

| Rok            | 2002   | 2003   | 2004   | 2005   | 2006   | 2007   | 2008   | 2009   | 2010   | 2011   |
| -------------- | ------ | ------ | ------ | ------ | ------ | ------ | ------ | ------ | ------ | ------ |
| Počet obyvatel | 16 503 | 16 791 | 17 265 | 17 793 | 18 105 | 18 692 | 19 083 | 19 248 | 19 797 | 20 347 |